# Червець цитрусовий
Червець цитрусовий (Planococcus citri) — вид червців родини борошнистих червців (Pseudococcidae). Небезпечний сільськогосподарський шкідник цитрусових.

## Поширення
Батьківщиною виду є Азія. Разом з культиванням цитрусових поширився у регіонах з теплим вологим клімат по всьому світу. Крім цитрусових, вид пошкоджує широкий спектр культурних рослин, декоративних рослин та представників дикої флори.

## Опис
Тіло самиці овальне, рожеве, покрите білими восковими виділеннями. Довжина тіла 2,4-4,0 мм, ширина 1,3-2,8 мм. По краю тіла розташовано 18 пар тонких білих воскових ниток, задні з яких трохи довші. Самці схожі на крихітних літаючих ос, завдовжки бриблизно
1 мм.

## Спосіб життя
Зимують личинки молодших віків і самиці на стовбурах, під грудками ґрунту, серед опалого листя. В кінці квітня — початку травня личинки переходять на зелені частини рослин. Дозрілі самиці, забираючись в тріщини кори, на сухе листя, підпірки і кілки, відкладають по 500—600 (до 1000) яєць. Через 7-20 днів новонароджені личинки (бродяги) переходять для харчування на листя і плоди. Пошкоджене листя знебарвлюється, на плодах утворюються виразки. Впродовж року розвиваються 3 покоління.
Червці Planococcus citri утворюють симбіоз з мурашками. Крім того, в тілі цих червеців живуть бактерії Moranella endobia, в клітинах яких, в свою чергу, живуть бактерії Tremblaya princeps. Ці два види бактерій лише спільно можуть переробляти сік рослин, на яких «пасуться» ці комахи.

## Шкідливість та методи боротьби
Вважається, цитрусові червці найбільше шкодять грейпфрут, але він був знайдений на рослинах з майже 70 родин. Він є шкідником фруктових, овочовех та інших продовольчих культур, включаючи ананас, цукрове яблуко, кокос, диня, ямс, інжир, суниці, батат, манго, банани, авокадо, фінікова пальма, гуава, гранатове дерево, груша, яблуко, баклажани, какао та соя. Він вражає декоративні рослини, включаючи кімнатні рослини, і є досить поширеним в теплицях. Серед декоратисних рослин найчастіше пошкоджує такі як амариліс, бегонія, бугенвілія, канна, цикламен, розрив-трава, нарцис, тютюн, кактуси, колеус, осока, жоржина, молочай, гарденія, троянди та тюльпан.
У сільському господарстві для боротьби з шкідником культурних, біологічних та хімічних методів боротьби. Розташування садових дерев так, щоб вони не торкалися одне одного, може сприяти уповільненню поширення. Прибирання сільськогосподарського обладнання та інших предметів, що використовуються в полі, може допомогти запобігти його транспортуванню. Відомо, що декілька інсектицидів дуже ефективні проти борошнистих клопів. Проте їхні воскові покриви протистоять деяким хімічним речовинам, а їхне покоління, не перекривається, що перешкоджає повному контролю. До хімічних засобів відноситься липка пастка, що приманює самців статевими феромонами самиць. Феромон був виділений та синтезований і є у продажу.
Існує безліч природних ворогівчервця цитрусового. В одному з досліджень в Єгипті зафіксовано 12 видів паразитоїдних ос, що вражають шкідника. Також було зафіксовано дев'ять хижих комах, включаючи жуків-сонечок, молі, галиці та золотоочки. Як агенти біологічного контролю використовуються низка паразитоїдних ос, включаючи Leptomastidea abnormis, Leptomastix dactylopii, Chrysoplatycerus splendens та Anagyrus pseudococci. До хижаків належать сітчастокрилі Sympherobius barberi, Chrysopa lateralis, личинки мух-повисюх та вогнівки Laetilia coccidivora, жук Cryptolaemus  та сонечка.